# عدي عيد
عديّ عيد لاعب كرة قدم سوري من مواليد تلكلخ، يلعب مع الكرامة الحمصي.